# Casa Salom

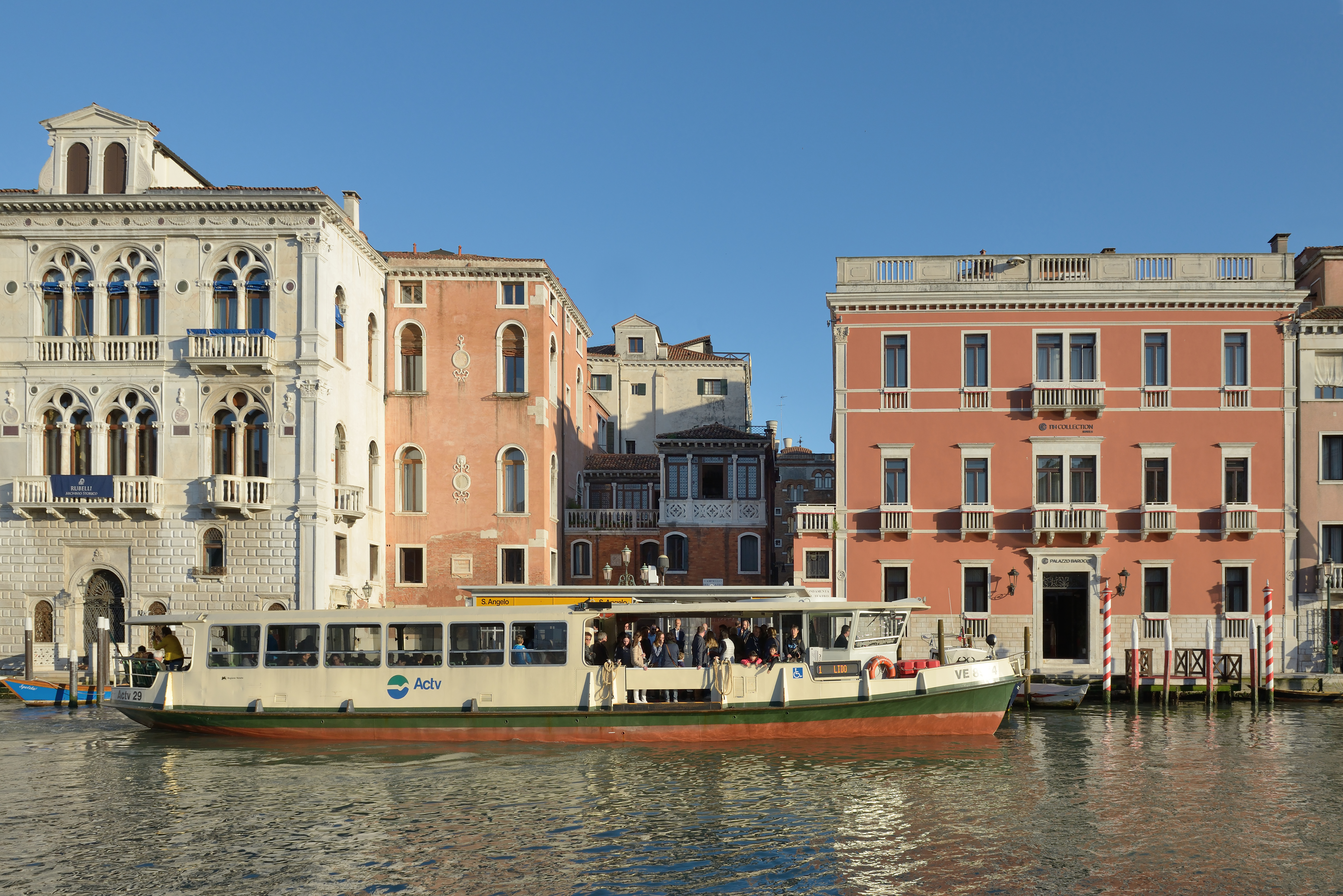
Casa Salom, flankiert vom Palazzo Corner Spinelli (links) und Palazzo Barocci (rechts)

Casa Salom ist ein Palast in Venedig in der italienischen Region Venetien. Er liegt im Sestiere San Marco mit Blick auf den Canal Grande zwischen dem Palazzo Corner Spinelli und dem Palazzo Barocci.

## Beschreibung
Das fünfstöckige Gebäude hat eine schmale, längliche Fassade zum Canal Grande. Während sich im Erdgeschoss, im darüber liegenden Zwischengeschoss und im Zwischengeschoss unter dem Dach quadratische und rechteckige Fenster befinden, weisen die beiden Hauptgeschosse je zwei Rundbogenfenster auf.
Rechts des Palastes befindet sich ein kleiner Palast mit nur drei Geschossen und L-förmigem Grundriss. Erdgeschoss und erstes Obergeschoss weisen auf jeder Seite zwei einzelne Korbbogenfenster auf; im Erdgeschoss ist auf der linken Seite zwischen den beiden Fenstern ein gleichartiges Portal zum Wasser. Das zweite Obergeschoss ist vollständig verglast. Vor den Fenstern liegen weiße Loggien mit Säulen.
Beide Fassaden der Paläste sind verputzt und rot gestrichen. Die Fenster sitzen in weißen Rahmen.